# 12588 Arseneau
12588 Arseneau eller 1999 RR98 är en asteroid i huvudbältet som upptäcktes den 7 september 1999 av LINEAR i Socorro County, New Mexico. Den är uppkallad efter Ross Arseneau.
Asteroiden har en diameter på ungefär 5 kilometer.